# Nusoncus nasutus
Nusoncus nasutus is een spinnensoort in de taxonomische indeling van de hangmatspinnen (Linyphiidae).
Het dier behoort tot het geslacht Nusoncus. De wetenschappelijke naam van de soort werd voor het eerst geldig gepubliceerd in 1925 door Ehrenfried Schenkel-Haas.